# 栄町 (岡崎市)
栄町（さかえまち）は、愛知県岡崎市の町名。現行行政地名は栄町1丁目から栄町5丁目。

## 地理
岡崎市の中央部に位置し、中心街の一角に相応する。町内に小字は持たない。

### 河川
- 乙川
- 更沙川

## 世帯数と人口
2019年（令和元年）5月1日現在の世帯数と人口は以下の通りである。
| 町丁 | 世帯数  | 人口    |
| ---- | ------- | ------- |
| 栄町 | 580世帯 | 1,379人 |

### 人口の変遷
国勢調査による人口の推移
| 1995年（平成7年）  | 1,304人 | [ 6 ]  |  |
| 2000年（平成12年） | 1,276人 | [ 7 ]  |  |
| 2005年（平成17年） | 1,284人 | [ 8 ]  |  |
| 2010年（平成22年） | 1,302人 | [ 9 ]  |  |
| 2015年（平成27年） | 1,397人 | [ 10 ] |  |

## 学区
市立小・中学校に通う場合、学区は以下の通りとなる。
| 番・番地等 | 小学校             | 中学校             | 高等学校 |
| ---------- | ------------------ | ------------------ | -------- |
| 全域       | 岡崎市立根石小学校 | 岡崎市立甲山中学校 | 三河学区 |

## 歴史

### 沿革
- 1952年（昭和27年） - 欠町の一部より、栄町が成立[1]。

## 交通
- 国道1号（龍城通り）
- 市道竹橋線

## 施設

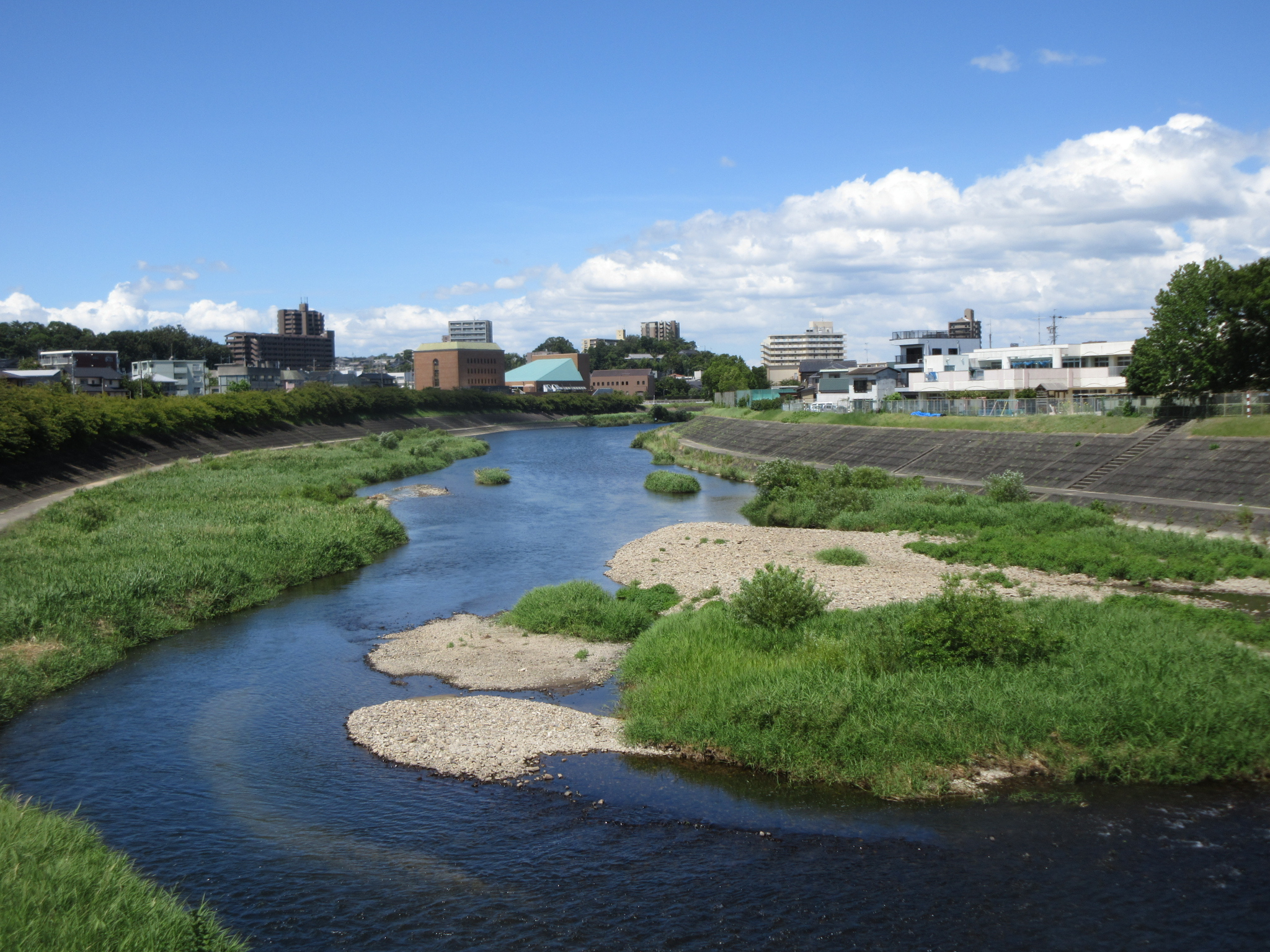
竹橋から西を臨む。中央に見えるのが岡崎市竜美丘会館。右側に見えるのが岡崎市根石保育園。

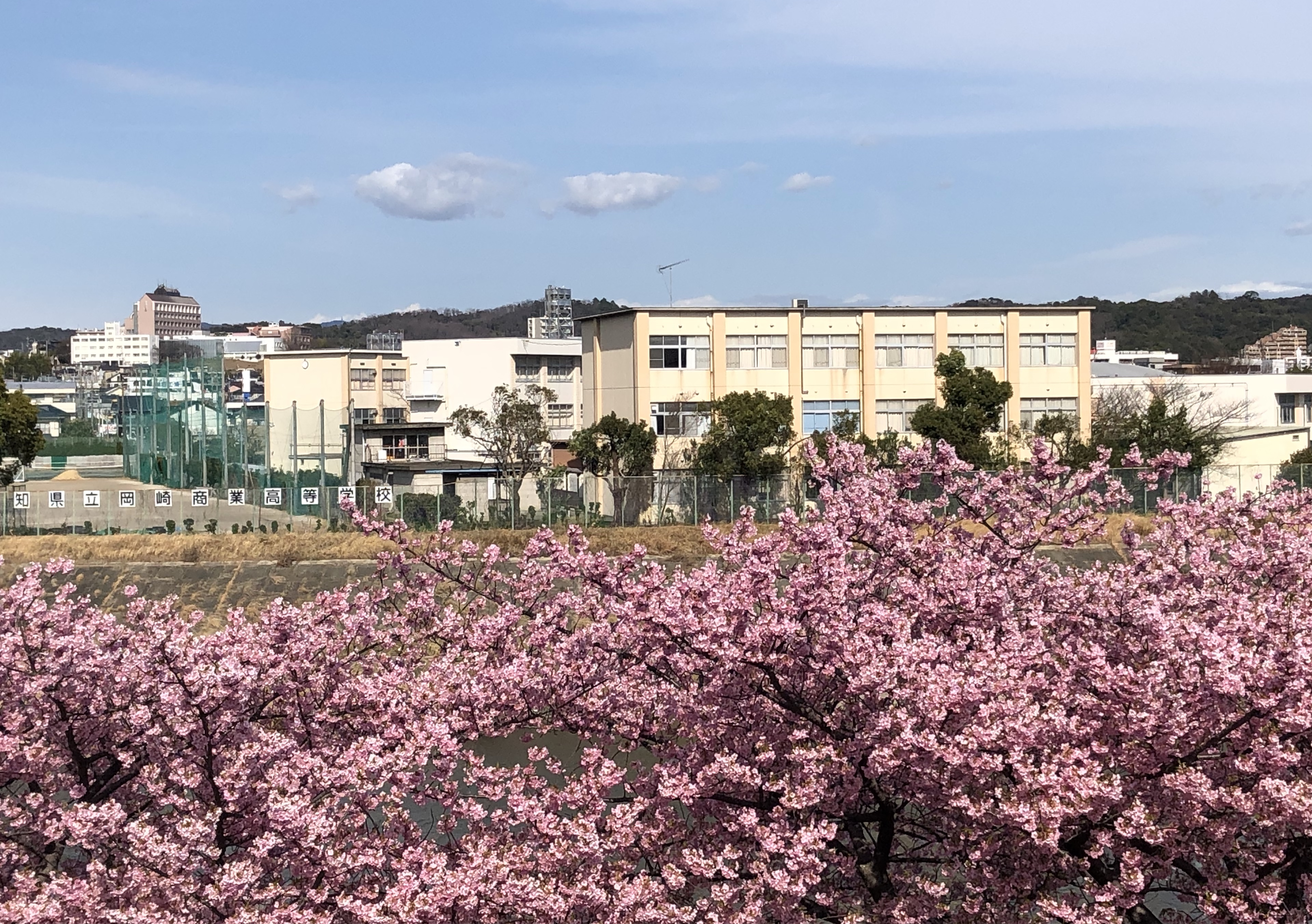
愛知県立岡崎商業高等学校

- 栄町公民館
- 愛知県立岡崎商業高等学校
- 岡崎市根石保育園
- 栄町公園
- シーエス薬品岡崎支店
- 引越社岡崎支店
- 愛知スズキ販売岡崎営業所
- ローソン岡崎栄町店
- すき家1国岡崎栄町店
- から好し岡崎栄町店

## その他

### 日本郵便
- 郵便番号 : 444-0012[4]（集配局：岡崎郵便局[12]）。

## 参考資料
- 「角川日本地名大辞典」編纂委員会 編『角川日本地名大辞典 23 愛知県』角川書店、1989年3月8日。ISBN 4-04-001230-5。
- 有限会社平凡社地方資料センター 編『日本歴史地名大系第23巻 愛知県の地名』平凡社、1981年。ISBN 4-582-49023-9。
- 新編岡崎市史編さん委員会 編『新編岡崎市史 総集編 20』1993年。